# Ніко Беллик
Ніко Беллик (англ. Niko Bellic, серб. Niko Belić / Нико Белић) — протагоніст гри Grand Theft Auto IV, а також другорядний персонаж у додаткових епізодах The Lost and Damned та The Ballad of Gay Tony. Емігрант з Балкан, учасник жорстокої війни, Ніко переїжджає до Ліберті-Сіті, щоб втекти від проблем та знайти свою американську мрію. Переїхати його вмовив двоюрідний брат Роман, який стверджував, що живе у розкоші: має віллу, круті машини та гарних дівчат. Однак, насправді виявляється, що він живе дуже бідно, володіє невеликим таксопарком, а також знаходиться в боргах у різних бандитів. Роман збрехав тільки для того, щоб Ніко переїхав до нього. Але він не здогадувався, що його брат допоможе йому з проблемами, і та брехня частково стане реальністю.

## Біографія

### До Grand Theft Auto IV
Батько Ніко був п'яницею, тому часто бив його, матір Міліку та брата Йозефа. Мати, добра та турботлива людина, дуже жалкувала, що її сини повинні були терпіти таке дитинство, бо Ніко і Йозеф росли саме у часи югославських воєн. Пізніше Йозеф буде вбитий на війні, на ту ж війну піде і Ніко у віці приблизно 15-17 років. На тій війні він стане свідком багатьох звірств, серед яких жорстокий розстріл 50 дітей. Саме ці події сформували його цинічний, з певним ступенем гніву, жалю, емоційних переживань і важкої депресії, погляд на життя. 
Між цими подіями Ніко дізнається, що мати його двоюрідного брата Романа була жорстоко зґвалтована і убита. Але Ніко приховав правду від Романа, сказавши йому, що його мати загинула під час пожежі. Брехня на благо, Ніко зробив це, щоб брат не звинувачував себе в тому, що трапилося. Незабаром Роман їде в Ліберті-Сіті.
У певний момент війни загін з п'ятнадцяти чоловік, включаючи Ніко, був заманений з села в засідку. Тоді вижило троє, одним з них був Ніко. Коли у нього з'явилися підозри про те, що загін зрадили. Ніко повертається до ями, де були поховані друзі, досліджує трупи і розуміє, що двоє з виживших (Флоріан Кравич і Дарко Бревич) зрадили загін. Ніко присягнувся помститися.
Коли він вирішив відмовитися від війни, йому було важко знайти роботу і перейти до нормального життя. Ніко деякий час працював на європейський злочинний світ, але в результаті потрапляє за ґрати на короткий термін. Вийшовши з в'язниці, він зустрічає Родислава «Рея» Булгаріна, який пропонує йому роботу. Під словом «робота» малося на увазі те, що Ніко повинен викрадати і продавати для нього людей.
Одного разу викрадених потрібно було переправити через Адріатичне море до Італії, але по дорозі човен, в якому вони перебували разом з Ніко тоне з невідомої причини, несучи в воду все, що було на борту. Рей винить у всьому Ніко, думаючи, що він забрав усі гроші і потопив човен. Так як у Булгаріна були впливові друзі по всій Європі, Ніко вирішує виїхати якнайдалі.

### Події Grand Theft Auto IV
Ніко дізнається від свого двоюрідного брата Романа Белліка, що той успішно живе в Ліберті-Сіті. Бажаючи відірватися від свого похмурого минулого і від своїх переслідувачів, Ніко вирушає в Ліберті-Сіті у пошуках американської мрії. По прибутті з'ясовується, що брат брехав і Ніко був йому необхідний, щоб впоратися з численними проблемами.
Ніко знайомиться з оточенням Романа: подругою Меллорі, растаманом Малюком Джейкобом, і помішаним на своїй ідеальній, накачаній фігурі Брюсом Кибуццом. Поки Ніко допомагає своєму двоюрідному братові, підвозячи клієнтів для маленького таксопарку в Брокері, Меллорі представляє йому дівчину по імені Мішель. Нова знайома швидко входить в довіру до Белліча, і вони починають зустрічатися, причому на побаченнях вона то й справа намагається з'ясувати, чим насправді займається Ніко. Тим часом, герой приходить у лють, коли дізнається, що рекетир Володимир «Влад» Глєбов пристає до Меллорі за спиною Романа. Не побоявшись російської мафії, Ніко переслідує Глєбова і вбиває в доках, скидаючи труп у річку. Романом відразу ж опановує параноя, і він виявляється правий: кузенів швидко знаходить російська мафія в особі Михайла Фаустина і Дмитра Раскалова. В силу свого характеру, Ніко знаходить спільну мову з викрадачами і починає на них працювати. Однак, через деякий час Дмитро просить вбити зійшовшого з розуму Михайла, що Ніко і робить.
Після цього, на зустрічі, організованій Дмитром, Ніко з'ясовує, що Раскалов працює на Родислава Болгарина (Ніко кличе його «Містер Болгарин»), людини, яка була наймачем героя на батьківщині і звинуватив його в крадіжці грошей. Джейкоб, що довідався про зустріч, допомагає Беллічу вибратися живим, хоча Раскалову і Болгарину вдається втекти, після чого вони підпалюють квартиру Романа і його таксопарк. Герої переїжджають в Боган, де Меллорі знайомить Ніко з Елізабетою Торрес, місцевим наркодилером. Через Елізабету Белліч виходить на Менні Ескуелу і Патріка Макрірі. Дізнавшись Менні, Ніко знайомиться з братом Патріка — Френсісом Макрірі, єдиним поліцейським в ірландській родині Макрірі. Тим часом, Ніко допомагає Патріку на кількох операціях з купівлі наркотиків і заслуговує близьку дружбу. Намагаючись вирішити сварку між Джейкобом і Елізабетою, Белліч доставляє партію наркотиків і стикається з Мішель, яка виявляється урядовим співробітником з U.L.Paper.
В кінці гри герой повинен вирішити, чи варто йому вчинити Помсту над Дмитром Раскаловим, в чому Ніко підтримує Кейт Макрірі, чи слід укласти з Раскаловим угоду, на що згоден Роман.
Якщо герой вирушить мститися, то він зустрінеться c Дмитром на кораблі «Platypus». Після тривалої перестрілки, Белліч вб'є Дмитра і вирушить на весілля Романа і Меллорі. Кейт рада, що Ніко здійснив свій останній поганий вчинок і тепер може почати життя заново, і супроводжує його на весіллі. Після церемонії до церкви приїжджає Джиммі Пегорино і розстрілює людей, намагаючись вбити Ніко, однак він вбиває Кейт. Разом з Джейкобом і Романом, герой переслідує Пегоріно до старого казино, після чого погоня продовжується уздовж берега і, нарешті, на вертольоті. Ніко наздоганяє Пегоріно на Острові Щастя, де його вбиває. Разом з кузеном, Белліч вирішує, що йому пора по-справжньому почати нове життя.
У тому випадку, якщо герой погоджується на угоду з Дмитром, Ніко з Філом Беллом їдуть на зустріч. Хоча Раскалов не стримує свою частину домовленості, герої зрештою здобувають гроші за наркотики. Кейт в люті, тому що Ніко її не послухав, і не йде на весілля Романа. Після урочистої церемонії кілер, який повинен був убити Ніко, випадково потрапляє в Романа, але не в Ніко. Зневірившись, Белліч разом з Джейкобом атакують Дмитра в старому казино, де ховається його прихильник Пегоріно. Дмитро підступно вбиває Пегоріно і відлітає від Ніко на Острів Щастя; Ніко переслідує його, і після важкої гонитви, Дмитро сідає на Острів Щастя. Він тікає, але Ніко встигає його смертельно поранити, і незабаром той вмирає. Після цього Ніко каже, що його душа очищена.

### Після Grand Theft Auto IV
В Grand Theft Auto V під час розвідки ювелірного магазину Лестер говорить Майклу про те, що він знав «хлопця зі Східної Європи, зависавшого в Ліберті-Сіті, який нині заліг на дно». Це говорить про те, що Ніко займався злочинною діяльністю ще кілька років.
Пізніше, під час пограбування, якщо найняти Паккі, то він буде говорити про пограбування банку в Ліберті-Сіті і про Ніко.

## Прізвище
Сербське прізвище Белић українською вимовляється як «Белліч». Однак у офіційному російському перекладі грі використовується англіфікавоний варіант «Беллік», літера «ć» (кир. «ћ») втратила акут і стала читатися як [k].

## Національність
Національність Ніко конкретно не вказується у грі. До релізу гри вона була об'єктом суперечок та дебатів: деякі стверджували, що він росіянин, інші казали, що він емігрант з Хорватії або Сербії. Виконавчий продюсер Rockstar Games Ден Хаузер з цього приводу зазначив, що Ніко "з сірої частини Східної Європи", вказуючи на те, що національність Ніко залишилася неясною навмисно для власної інтерпретації гравця. У грі ж Ніко іноді розмовляє сербською мовою, тому все вказує на те, що він, скоріш за все, серб.

## Цікаві факти
- Під час бесіди з Джейкобом він сказав, що перестав рахувати свої дні народження після смерті друзів.
- Улюблена радіостанція Ніко — Rock Radio Liberty 97.8.
- Ніко — ветеран Югославських воєн.
- У Ніко був брат Йозеф, який загинув на війні.
- «Ніко» перекладається з сербської мови як «Ніхто».
- Імовірно Ніко з'явився на світ в Югославії (хоча точно про це в грі не йдеться). Він виріс у невеликому містечку в сучасній Сербії, неподалік від свого двоюрідного брата Романа.
- Патрік Макрірі згадував, що Ніко допомагав йому у пограбуваннях в Ліберті-Сіті.
- В GTA V, якщо зайти у будинок Майкла і побачити, як його син Джиммі сидить за ноутбуком, на сайті lifeinvader і, якщо придивитися, то можна побачити, що він переглядає сторінку Ніко